# Prugastoleđi strnadar
Prugastoleđi strnadar ili botterijev vrabac (lat. Peucaea botterii) je vrabac srednje veličine.
Ova ptica vrapčarka primarno se nalazi u Meksiku, s područjem razmnožavanja koje se proteže do jugoistočnog vrha američke savezne države Arizone i malom nemigracionom populacijom u dolini Rio Grande u južnom Teksasu, kojoj prijeti gubitak staništa.
Nije pronađen u Arizoni između 1890-ih i sredine 20. stoljeća zbog pretjerane ispaše stoke; sada je lokalno čest u svom području Arizone zbog oporavka vegetacije. Mlade ptice očito trebaju gusto raslinje za skrivanje tijekom izlijetanja; poželjna je neuobičajena domaća trava Sporobolus wrightii, ali se također uspješno koriste sastojine introducirane neautohtone lehmannove kosmatke (Eragrostis lehmanniana) i burske kosmatke (E. curvula var. conferta), iako pri nižim gustoćama populacije.
Ime ove vrste je u znak sjećanja na ornitologa Matiju Botterija (1808. – 1877.).

## Daljnje čitanje

### Knjiga
- Webb, EA i CE Bock. 1996. godine. Botterijev vrabac (Aimophila botterii) . U The Birds of North America, br. 216 (A. Poole i F. Gill, ur. ). Akademija prirodnih znanosti, Philadelphia, i Američki savez ornitologa, Washington, DC

### Diplomski radovi
- Jones ZF. dr.sc. (2003). Utjecaj egzotičnog staništa na dinamiku populacije stručnjaka za travnjake, Botterijevog vrapca (Aimophila botterii), u jugoistočnoj Arizoni . Sveučilište Colorado u Boulderu, Sjedinjene Države, Colorado.
- Kirkpatrick CK. MS (1999). Trendovi u brojnosti ptica na pašnjacima nakon propisanog spaljivanja u južnoj Arizoni . Sveučilište Arizone, Sjedinjene Države, Arizona.

### Članci
- Bock CE & Bock JH. (1992). Odgovor ptica na šumski požar na izvornim naspram egzotičnih travnjaka u Arizoni . Jugozapadni prirodoslovac. vol. 37, br. 1. str. 73–81 (prikaz, stručni).
- Bock CE & Bock JH. (2002). Brojčani odgovor pašnjačkih ptica na uzgoj stoke u odnosu na vangradski razvoj u jugoistočnoj Arizoni . Sažeci godišnjeg sastanka Ekološkog društva Amerike. svezak 87, br. 79.
- Borror DJ. (1971). Pjesme Aimophila Sparrows koje se pojavljuju u SAD-u . Wilsonov bilten. vol. 83, br. 2. str. 132–151 (prikaz, stručni).
- Contreras-Balderas AJ. (1988). Novi zapisi ptica iz Nuevo León Meksika . Jugozapadni prirodoslovac. vol. 33, br. 2. str. 251–252 (prikaz, stručni).
- Conway DK & Benson KLP. (1990). Proširenje područja za gniježđenje Botterijevog vrapca Aimophila-Botterii u južnom Teksasu, SAD . Jugozapadni prirodoslovac. vol. 35, br. 3. str. 348–349 (prikaz, stručni).
- Deviche P, McGraw K & Greiner EC. (2005). Interspecifične razlike u infekciji hematozoa u sonoran pustinjskih Aimophila vrabaca . Journal of Wildlife Diseases. vol. 41, br. 3. str. 532–541 (prikaz, stručni).
- Eaton MD. (2007). Ptičji vizualni pogled na obojenost perja potvrđuje rijetkost spolno monokromatskih sjevernoameričkih vrapčara . Njorka vol. 124, br. 1. str. 155–161 (prikaz, stručni).
- Pad BA. (1973). Značajni zapisi o pticama iz okruga Kenedy u južnom Teksasu . Jugozapadni prirodoslovac. vol. 18, br. 2. str. 244–246 (prikaz, stručni).
- Jones ZF & Bock CE. (2002). Uspjeh gnijezda kao pogrešan pokazatelj kvalitete staništa Botterijevog vrapca . Sažeci godišnjeg sastanka Ekološkog društva Amerike. svezak 87, br. 171.
- Kirkpatrick C, DeStefano S, Mannan RW & Lloyd J. (2002). Trendovi u obilju pašnjačkih ptica nakon proljetnog spaljivanja u južnoj Arizoni . Jugozapadni prirodoslovac. vol. 47, br. 2. str. 282–292 (prikaz, stručni).
- Maurer BA, Webb EA & Bowers RK. (1989). Karakteristike gnijezda i razvoj gnijezda Cassinovih i Botterijevih vrabaca u jugoistočnoj Arizoni SAD . Kondor. vol. 91, br. 3. str. 736–738 (prikaz, ostalo).
- Ohmart RD. (1968). Uzgoj Botteris Sparrow Aimophila-Botterii u Arizoni SAD . Kondor. svezak 70, br. 3.
- Swanson DW. (1985). Novi rekord gniježđenja Botteris Sparrow Aimophila-Botterii u Južnom Teksasu SAD . Jugozapadni prirodoslovac. vol. 30, br. 1. str. 161–161 (prikaz, stručni).